# Алексеевка (Чеховский район)
Алексеевка — деревня в Чеховском районе Московской области, в составе муниципального образования сельское поселение Стремиловское (до 28 февраля 2005 года входила в состав Стремиловского сельского округа), деревня связана автобусным сообщением с райцентром и соседними населёнными пунктами.

## Население
| 2002 | 2006 | 2010 |
| ---- | ---- | ---- |
| 56   | ↗62  | ↗396 |

## География
Алексеевка расположено, примерно, в 14 км на северо-запад от Чехова, на правом берегу реки Лопасни, высота центра деревни над уровнем моря — 183 м На 2016 год в Алексеевке 8 улиц и 2 садоводческих товарищества.